# Tachytrechus bipunctatus
Tachytrechus bipunctatus är en tvåvingeart som först beskrevs av Macquart 1842.  Tachytrechus bipunctatus ingår i släktet Tachytrechus och familjen styltflugor. Inga underarter finns listade i Catalogue of Life.